# Cyathodium steerei
Cyathodium steerei är en bladmossart som beskrevs av Gabriela Gustava Hässel de Menéndez. Cyathodium steerei ingår i släktet Cyathodium och familjen Cyathodiaceae. Inga underarter finns listade i Catalogue of Life.